# Der Baumflüsterer
Der Baumflüsterer (Originaltitel: Heartwood) ist ein US-amerikanisches Filmdrama aus dem Jahr 1998. Regie führte Lanny Cotler, der gemeinsam mit Stephen L. Cotler auch das Drehbuch schrieb.

## Handlung
Das Sägewerk von Logan Reeser ist der größte Arbeitgeber der kalifornischen Kleinstadt Deroy. Es befindet sich in wirtschaftlichen Schwierigkeiten, was zur Übernahme des Werkes durch ein anderes Unternehmen führt. Die neuen Besitzer planen die Abholzung eines bislang geschützten Waldes wie auch Entlassungen.
Der im Wald in der Nähe lebende Frank Burris verliebt sich in Sylvia Orsini, die Tochter des Managers der Fabrik. Burris findet im Wald Gold, was ermöglicht, die wirtschaftliche Lage des Unternehmens zu verbessern.

## Hintergrund
Der Film wurde in den kalifornischen Orten Branscomb und Willits (beide im Mendocino County gelegen) sowie in San Francisco gedreht.

## Kritiken
Das Branchenblatt Variety bezeichnete den Film als eine „Liebesgeschichte über das Erwachsenwerden“ („coming-of-age love story“). Der Filmdienst schrieb, der Film sei ein „weitgehend solide inszeniertes Kleinstadt- und Naturdrama, das sein ökologisches Anliegen, den Erhalt der kalifornischen Redwood-Wälder, mit einer Liebesgeschichte sowie einem Generationenkonflikt“ verbinde. Die Filmzeitschrift Cinema schrieb, die Story sei „etwas naiv“.